# Sharaf Regio
Pour les articles homonymes, voir Ala (homonymie).

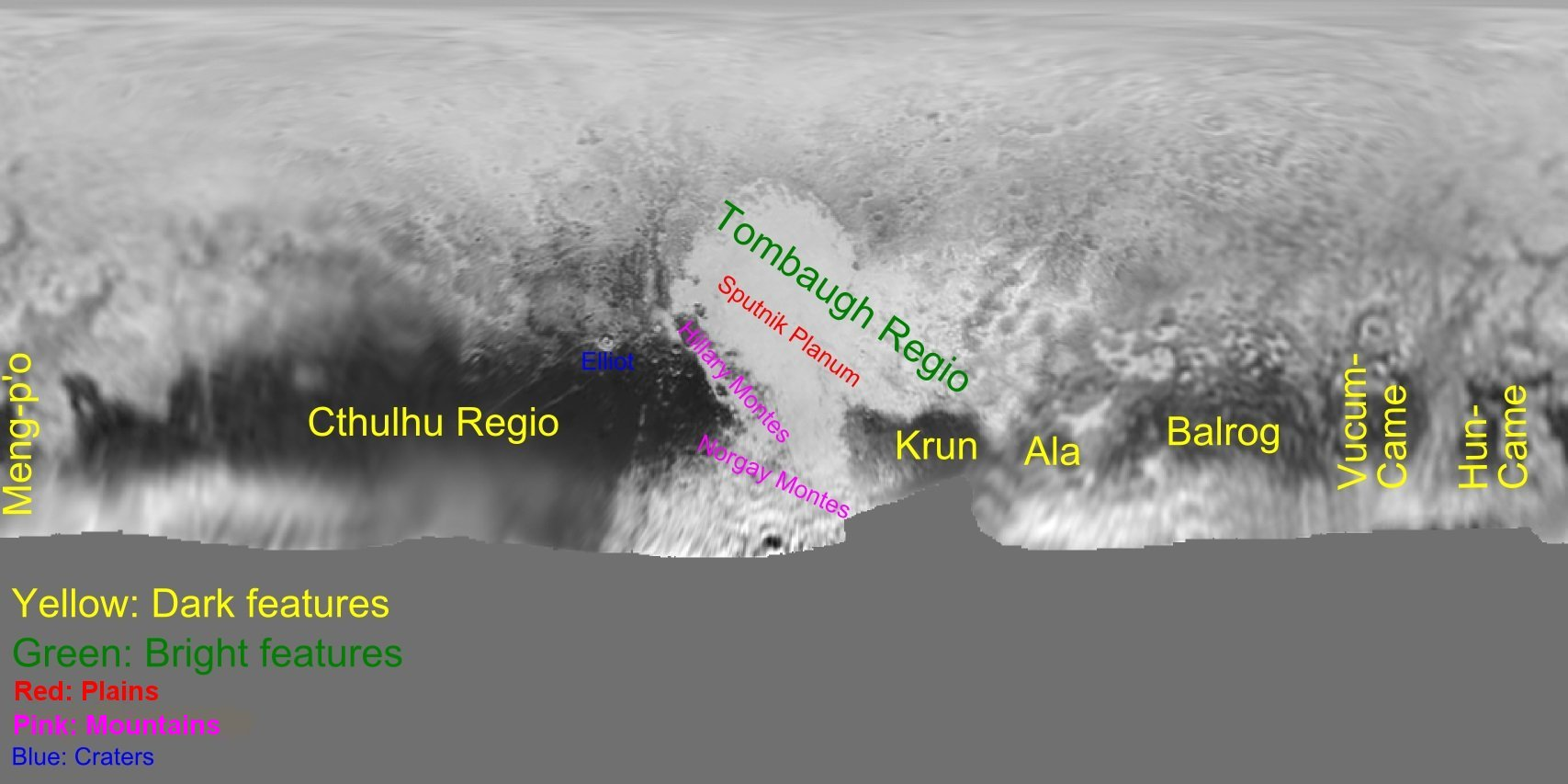
Carte de la planète naine Pluton

Sharaf Regio (anciennement nommée de façon informelle Ala) est une région de Pluton. Il s'agit de la plus petite tache du Poing américain, une série de taches sur Pluton.